# Makoto Tanaka
Makoto Tanaka (田中 誠, Tanaka Makoto, Shizuoka, 8 augustus 1975) is een Japans voormalig voetballer die als verdediger speelde.

## Olympische Spelen
Tanaka vertegenwoordigde zijn vaderland op de Olympische Spelen 1996 in Atlanta. Ondanks een overwinning op Brazilië (1-0) werd de Japanse olympische selectie onder leiding van bondscoach Akira Nishino al in de groepsronde uitgeschakeld.

## Statistieken
| Japans voetbalelftal | Japans voetbalelftal | Japans voetbalelftal |
| Jaar                 | Wed.                 | Dlp.                 |
| -------------------- | -------------------- | -------------------- |
| 2004                 | 14                   | 0                    |
| 2005                 | 16                   | 0                    |
| 2006                 | 2                    | 0                    |
| Totaal               | 32                   | 0                    |

## Erelijst
- 2004 Winnaar van de AFC Asian Cup met Japan.
- 1998 en 2002 J1 League beste elf.
- 1999 Winnaar van de AFC Champions League met Júbilo Iwata.
- 1999 Winnaar van de Aziatische supercup met Júbilo Iwata.
- 1997, 1999 en 2002 Kampioen van de J1 League met Júbilo Iwata.